# Chauliodus macouni
Chauliodus macouni es el nombre científico de un pez abisal.
Pez víbora. Se han encontrado a profundidades de más de 4.000 metros. Tienen más de 300 órganos que producen luz a lo largo de su cuerpo, boca y en el pedúnculo que algunas especies tienen en su aleta dorsal.
La mandíbula es tan grande que debe dislocarla para poder tragar a sus presas.
Tamaño: su longitud es 25 centímetros.